# Le Fou et le Professeur

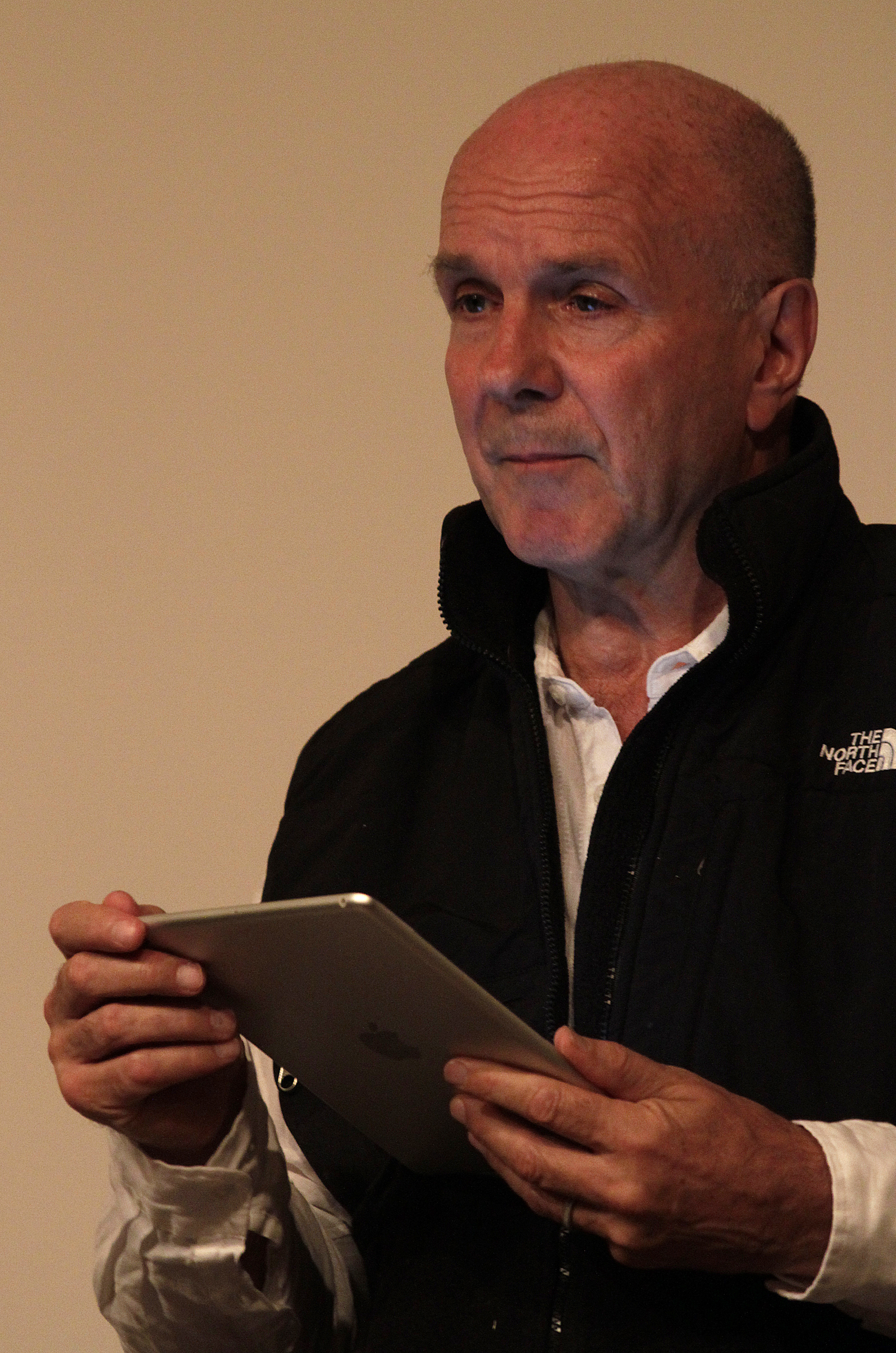
Winchester au Symposium du 29 mai 2014 à Skagway, Alaska. (cliché James Brooks)

Le Fou et le Professeur (The Surgeon of Crowthorne: A Tale of Murder, Madness and the Love of Words) est un ouvrage publié par Simon Winchester en 1998. L'édition américaine a changé le titre The Professor and the Madman: A Tale of Murder, Insanity, and the Making of the Oxford English Dictionary, qui a été traduit en français en 2000 par Gérard Meudal : Le Fou et le Professeur. Une histoire de meurtre, de démence, de mots et de dictionnaire.

## Résumé
Deux protagonistes, leur correspondance et leurs rencontres fournissent la matière de cet ouvrage qui semble suivre de façon très classique un déroulement chronologique en retraçant la biographie de deux passionnés de philologie. L'auteur insiste souvent sur leur symétrie de situation mais reconnaît que la cohérence est artificielle et ne doit pas effacer le canevas complexe et subtil de personnages et d'évènements.
Un troisième protagoniste éclipse d'ailleurs leur histoire, c'est l'édifice littéraire remarquable dont l'un fut architecte et l'autre ouvrier bénévole, l'Oxford English Dictionary (OED) : chaque chapitre commence d'ailleurs par un extrait d'une définition en anglais plus parlant que les titres qui ne concernent que l'aspect narratif.
Simon Winchester excelle aussi à faire revivre l'environnement social d'un quartier de Londres ou du Jubilé de la Reine Victoria.

## Les personnages historiques
L'auteur a fait de nombreuses recherches documentaires en archives pour reconstituer en particulier le caractère et la biographie des deux héros principaux.
- Chester Minor, le prisonnier : médecin militaire américain, souffrant d'une schizophrénie post-traumatique après les horreurs vécues pendant la guerre de Sécession. Il est interné dans un hôpital psychiatrique britannique à la suite d'un meurtre commis lors d'un séjour à Londres ; il y devient le plus gros contributeur de l'OED, illustrant pour certains un exemple de sinthome langagier[1].
- James Murray, le lexicographe multilingue : philologue écossais, il est embauché à partir de 1878 pour rédiger l'OED et y consacrera tout son temps jusqu'à sa mort.
- l'OED, une compilation encyclopédique de citations historiques et littéraires datées et sourcées pour illustrer d'exemples de qualité les mots de la langue anglaise.

## Le cadre
- Londres dans les années 1870.
- L'univers carcéral des hôpitaux psychiatriques de cette époque.

## Adaptation cinématographique
Le livre est adapté dans le film multinational The Professor and the Madman de Farhad Safinia, sorti en 2019. Mel Gibson y incarne James Murray, alors que William Chester Minor est campé par Sean Penn.

### Éditions
- (en-US) Simon Winchester, The Surgeon of Crowthorne : A Tale of Murder, Madness and the Love of Words, UK, Viking, 1998, hardback éd. (ISBN 0-670-87862-6)
- (en-US) Simon Winchester, The Professor and the Madman : A Tale of Murder, Insanity, and the Making of the Oxford English Dictionary, US, Harper Collins, 1998, hardback éd., 272 p. (ISBN 0-06-017596-6)
- Simon Winchester, Le Fou et le Professeur (ISBN 978-2-253-15082-4)